# Doniyorxon Nakibov
Doniyorxon Nakibov (ur. 2002) – uzbecki zapaśnik walczący w stylu klasycznym. 
Brązowy medalista mistrzostw Azji w 2024. Mistrz Azji U-23 w 2024 roku.